# Seleção Mexicana de Futebol Feminino
A Seleção Mexicana de Futebol Feminino representa o México no futebol feminino internacional.

## História
Os melhores resultados do futebol feminino mexicano são três medalhas nos Jogos Pan-americanos: a medalha de prata nos Jogos Pan-americanos de 1999 e duas medalhas de bronze nos Jogos Pan-americanos de 2003 e Jogos Pan-americanos de 2011. Na Copa do Mundo de Futebol Feminino, seu melhor resultado foi um 16º lugar em 1999. Participou do Torneio Internacional de Futebol Feminino por quatro vezes e foi vice campeã em 2009.

## Campanhas de destaque
- Jogos Pan-americanos
  - Medalha de Ouro - 2023

- Copa do Mundo de Futebol Feminino
  - 16º lugar (1999)

- Torneio Internacional de Futebol Feminino
  - 2º lugar - 2009
  - 3º lugar - 2012 e 2015